# 複合糖質
複合糖質または複合糖鎖（Glycoconjugates）は、タンパク質、ペプチド、脂質、その他の化合物と共有結合している糖質（糖鎖と呼ばれる）の分類群である。複合糖質は、「糖鎖付加」と呼ばれるプロセスで形成される。
複合糖質は生物学において非常に重要な化合物であり、糖タンパク質、糖ペプチド、ペプチドグリカン、糖脂質、配糖体、リポ多糖等、多くの異なるカテゴリーから構成されている。これらは、細胞間認識を含む細胞間相互作用、細胞細胞外基質間相互作用、解毒プロセス等に関与している。
一般に、糖鎖部分は複合糖質の機能に不可欠な役割を果たしている。その顕著な例は、神経細胞接着分子（NCAM）や血漿タンパク質であり、糖鎖の微細構造が細胞との結合（または不結合）や循環血中の寿命を決定している。
重要な分子種であるDNA、RNA、ATP、cAMP、cGMP、NADH、NADPH、補酵素A等は、何れも糖質を含んでいるが、一般的には糖質複合体とは見做されない。
糖鎖抗原をタンパク質の足場に共有結合させて複合糖質とすると、生体内で長期的な免疫反応が得られる。その結果、糖鎖抗原に対する長期的な免疫記憶を誘導する事に成功した。1990年代から導入された複合糖質ワクチンは、インフルエンザや髄膜炎菌に対して有効な結果を齎した。
2021年には、糖鎖RNA（glycoRNA）が初めて発見された。